# لاوریتو
لاوریتو (به ایتالیایی: Laurito) یک کومونه در ایتالیا است که در استان سالرنو واقع شده‌است.

## خصوصیات
لاوریتو ۱۹ کیلومترمربع مساحت و ۹۴۱ نفر جمعیت دارد.